# Kuzma Szergejevics Petrov-Vodkin
Kuzma Szergejevics Petrov-Vodkin (Hvalinszk, 1878. október 25. – Leningrád, 1939. február 15.) szovjet–orosz festőművész.

## Élete, munkássága

### A kezdeti évek
Kuzma Petrov-Vodkin Hvalinszkban született, egy Volga-parti kisvárosban, szegény kisiparos családba. Apja, Szergej Fjodorovics Vodkin cipész és idény-rakodómunkás, anyja Anna Panyelejevna Petrova, aki alkalmi munkákkal, mosással, takarítással egészítette ki a család jövedelmét. Az olvasás és a képek szeretetét, a vallásosságot anyjától tanulta. Egy cégtábla festőt figyelt munkája közben, és tőle hallott először az „igazi” festőkről. Az iskola befejezése után Szamarában beiratkozott a Festészeti és rajziskolába. A nem túl színvonalas oktatás ellenére sokat fejlődött. Mindemellett szorgalmas önképzésbe fogott: rajzolt, sokat olvasott, múzeumokba járt és még zenét is tanult. Két év múlva Pétervárra került Stieglitz báró műszaki rajziskolájába. A tehetséges fiút mecénások (R. F. Melzer, J. I. Kazarina) támogatták, ennek révén 1897-től 1904-ig a moszkvai Festészeti, szobrászati és építészeti tanintézetet látogathatta. Szerencséje volt, az itt oktató tanárok (Kaszatkin, Archipov, Paszternak, később Szerov és Korovin) szemben álltak a „hivatalos” akadémista elvekkel, tanítványaikkal megismertették a legújabb nyugati irányzatokat.

### Az útkeresés
1905-ben külföldi útra indult: Törökország, Görögország, Olaszország és Franciaország voltak fő állomásai. Párizsban megismerte Van Gogh, Gauguin és Cezanne munkásságát, és – saját bevallása szerint – igen nagy hatással volt rá Puvis de Chavannes. Műtermeket látogatott, rajzolt, Renoir és Toulouse-Lautrec művein keresztül kezdte felfedezni a színek törvényszerűségeit, de saját kifejező készségét még nem találta meg. 1907-ben Bretagne-ba majd Algírba ment. Itt készült képeit kiállították a párizsi Őszi Szalonon, és a kritika felfigyelt az ifjú művészre.
1908-ban hazatért, Pétervárott telepedett le. Kiállította a külföldi útja során készült képeit. Bemutatkozása itt sem maradt visszhang nélkül, Alekszandr Benois külön cikkben méltatta, és a néhány kritikai megjegyzés mellett alapvetően dicsérő hangon szólt a művészről. 1910-ben az Orosz Művészek Szövetségének kiállításán bemutatta új, nagyméretű szimbolista képét, Az álom címmel. A kép váratlan botrányt okozott. A hagyományos, realista stílusú festészet képviselői, például Repin, heves támadást intéztek ellene. A támadás valójában nem Petrov-Vodkin és festménye ellen szólt, hanem – az ekkortájt folyó, gyakran elmérgesedő oroszországi művészeti vita kapcsán – a Benois vezette új művészcsoport ellen. Benois pártjára állt a korábban vele is vitázó Mir Iszkussztva (Művészet világa) Társaság is, és zavaros helyzet alakult ki: különböző csoportosulások jöttek létre, ezek mind saját álláspontot képviseltek a művészeti élet csatározásaiban. Petrov-Vodkin kissé értetlenül állt a helyzet előtt, annyira azonban mégis jó volt az eset, hogy neve széles körben ismertté vált, megrendeléseket kapott (templomi freskókat, portrékat és sok ikont festett), és Zvanceva rajziskolájában taníthatott.
Az álom mindamellett fontos állomás Petrov-Vodkin életében, noha még mindig csak kereste a saját hangját. Még az 1911-es Játszó fiúk (a Mir Iszkussztva 1912-es kiállításán mutatta be) is egyértelműen Matisse hatását mutatja. Az álom azonban jelzi, hogy ezzel a művel lezárult fejlődésének első korszaka. Petrov-Vodkin munkásságát figyelve megállapítható, hogy viszonylag lassan érett be, az őt ért behatások (tanárok, külföldi utak) eredményei csak később, egy letisztulási folyamat után jelentek meg műveiben.

### Az érett művész

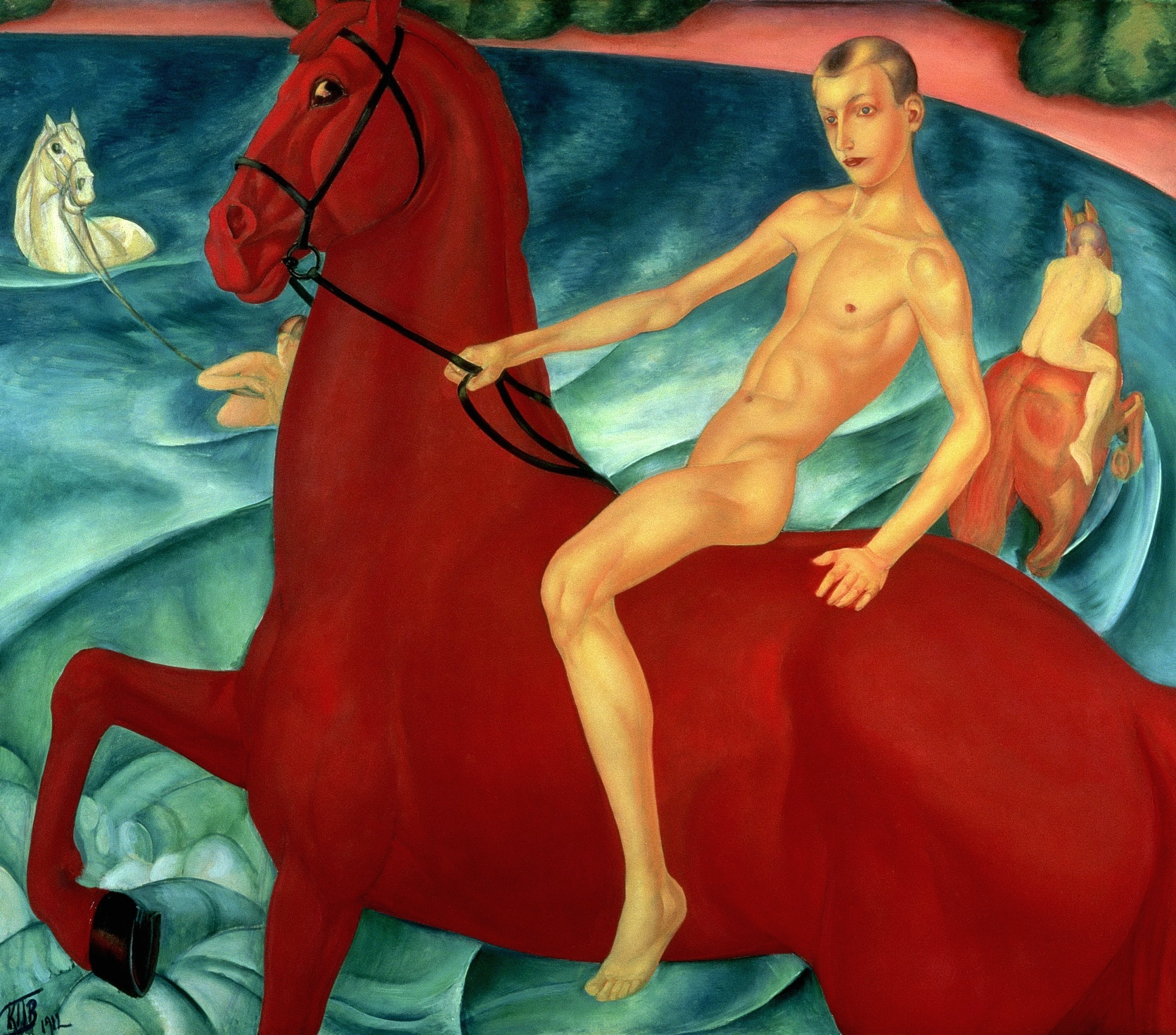
A vörös mén úsztatása (1912)

Petrov-Vodkin 1912-ben, több előtanulmány után, elkészítette A vörös mén úsztatása című képét. Erőteljes színek, feszes kompozíció, monumentális megjelenés – ezek a sajátosságok teszi ezt a festményt Petrov-Vodkin egyik legfontosabb alkotásává. Ebben az időszakban készült képein világosan látszik: Petrov-Vodkin rátalált egyéni stílusára. Az anyaság is visszatérő témája, ezeken a képein a korábbi Madonna-szerű alakok helyét erőteljes, hús-vér orosz nők veszik át. Érdekes, hogy Petrov-Vodkinnak ezeket a képeit már nem kísérte olyan vita és felzúdulás, amellett, hogy természetesen nem maradtak visszhang nélkül, a kritikusok magasra értékelték művészetét. Petrov-Vodkin művei ezt követően már a kiforrott, érett művész alkotásainak tekinthetők (pl. Lányok a Volgán, Reggel).
Az első világháború megérintette, ennek hatására festette a Tűzvonalbant, ami bemutatásakor, 1917-ben, a februári polgári forradalom idején, heves politikai vihart kavart. Petrov-Vodkin megint akarata ellenére, mintegy véletlenül, ezúttal politikai csatározások középpontjába került, a háborúpártiak dicsérték, mások káromolták. Pedig Petrov-Vodkin a sajtóban megjelent írásaiban, korábban is, most is, síkraszállt amellett, hogy a művésznek nem szabad az aktuálpolitikába beavatkoznia. Okulva az esetből, ezután egy ideig „semleges” témájú képeket igyekezett festeni, életképeket, csendéleteket (pl. Reggel, Hering).
Az októberi forradalom után támogatta az új elképzeléseket, 1918-ban a Képzőművészeti Akadémia igazgatójává választották, és ezt a tisztségét 15 éven át töltötte be.
1920-ban festette – A vörös ló mellett – másik emblematikus művét, a Petrográd 1918 című képet, amit a kortársak Petrográdi Madonnának neveztek el. A feltehetően erkélyen álló fiatal anya szégyellősen szoptatja gyermekét, élesen elkülönülve a háttérben látható kék ház előtt. Az előtér nyugodt, békés, látszólag a háttér is, mégis érzünk valamilyen megmagyarázhatatlan feszültséget, míg észre nem vesszük a sorban álló emberek csoportját. A megélhetés nehéz napjait élik az emberek.
A forradalmi tematika csak lassan és visszafogottan jelent meg műveiben. Az egyik első ilyen darab A komisszár halála (1928), aminek több változata is létezik (az 1927-es verzió tűnik erőteljesebbnek). Az 1930-as években a szovjet művészet „kézi vezérlésűvé” vált, megszűntek a művészeti csoportok, egyetlen irányvonal létezett. Ezekben az években Petrov-Vodkin művei erőtlenebbekké, szürkébbekké, sablonosabbakká váltak (pl. Lakásavatás, 1938). Ismét több csendéletet és portrét festett, és olyan kiváló képeket, mint a Riadó (1934), vagy A halász kislánya (1936). Természetesen festett, mert festeni kellett (vádolták is azzal, hogy ő csak egy „kesztyűs” forradalmár), de talán meggyőződésből is, akár a megrendelések miatt is, képet Leninről (többet is) és más elvárt képeket.
Petrov-Vodkin 1939-ben hunyt el. A korábban népszerű és elismert művész neve ezután hosszú időre feledébe merült. Csak az 1960-as években kezdték újra megismerni, végül egy 1966-os leningrádi emlékkiállításon történt meg újrafelfedezése.

## Művészete

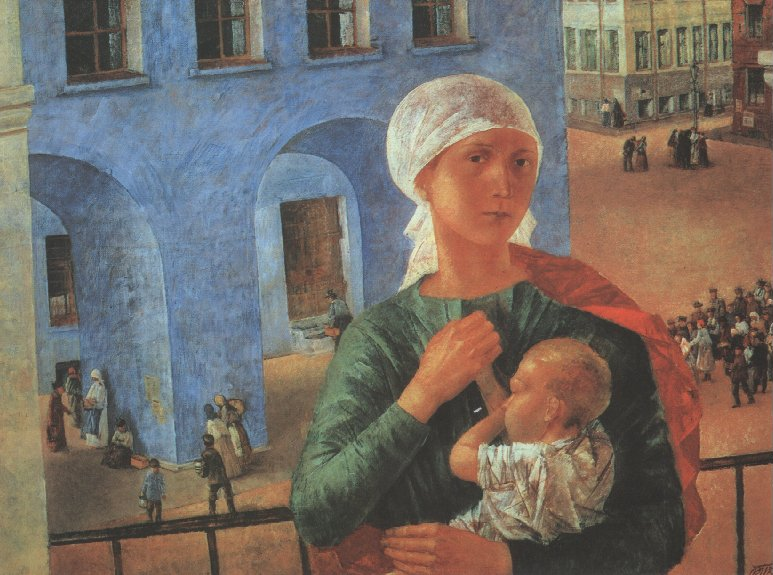
Petrográd 1918 (1920)

Petrov-Vodkin a táblaképfestés lehetőségeit igyekezett kibővíteni. Noha a fauvizmust és a kubizmust elutasította, mégis tanult ezekből az irányzatokból is. Sokat kísérletezett a színekkel, még a tárgyak több nézőpontos ábrázolásával is foglalkozott. Törekedett a vonalak és a formák tisztaságára, ezért kerülte a visszaverődések ábrázolását. Helyi színeket használt, a térbeliséget is ugyanannak a színnek az árnyalásával szemléltette. A „három szín” elvét követte, de ettől az elmélettől azért nem hagyta magát gúzsba kötni, gyakran használt más, akár erősen kevert színeket is. A fényhatás későbbi, 1910 utáni képein kezdett megjelenni, ha áttételesen is. Gyakorlata volt, hogy a tényleges színfoltok alá komplementerével „alapozott”. Alkotásira jellemző a ferde vonalra szervezett kompozíció és – főleg későbbi műveiben – a különleges, kissé emelt nézőpont megválasztása. Az 1930-as évektől megjelennek műveiben a szocialista realista művészet vonásai is, de ezt ízléssel és szakmai tudással többnyire ki tudta kerülni.
Jelentős volt pedagógiai tevékenysége is. A hagyományos képzőművészeti jellegű témák mellett foglalkoztak az ábrázoló geometriával, az optikával, a mozgás fizikájával, a festékanyagok technológiájával, a perspektíva jelentőségével. Tanítványainak először csak a „három szín” elmélet szerint volt szabad festeniük, csak később és fokozatosan használhattak más színeket. A témaválasztást és a képkivágást szabályos helyzetgyakorlatok révén igyekezett segíteni.

## Képeiből

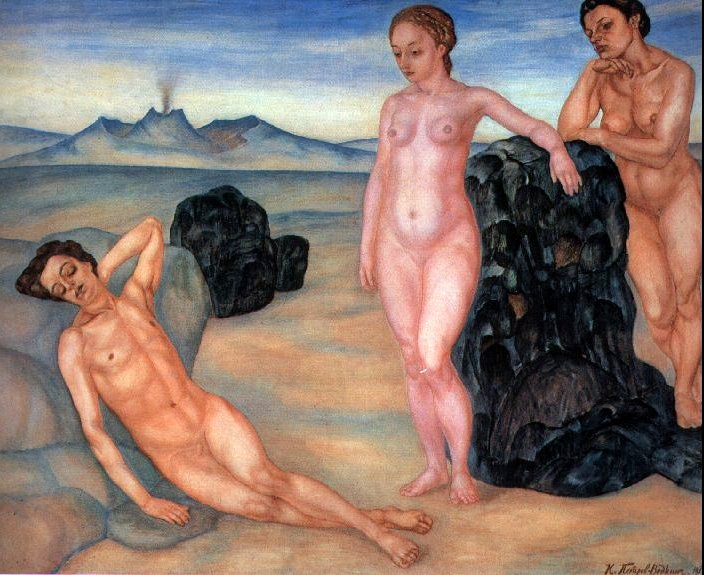
Álom (1910)
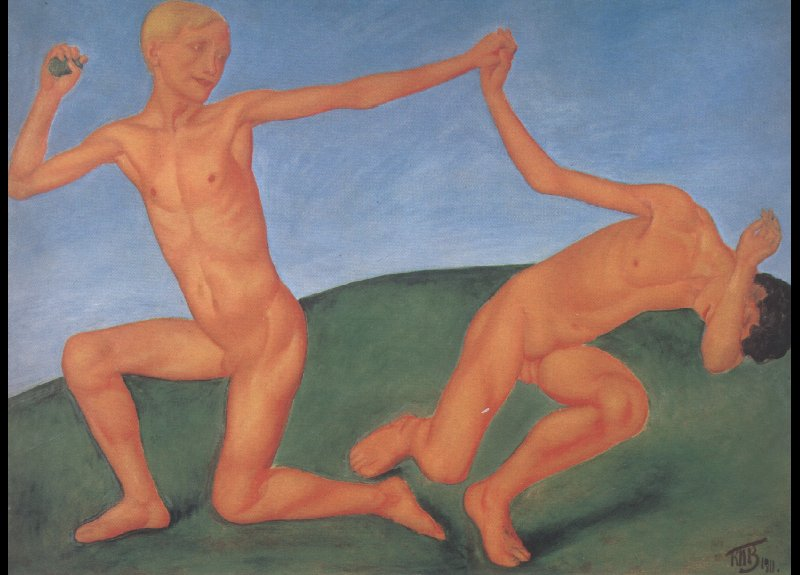
Játszó fiúk (1911)
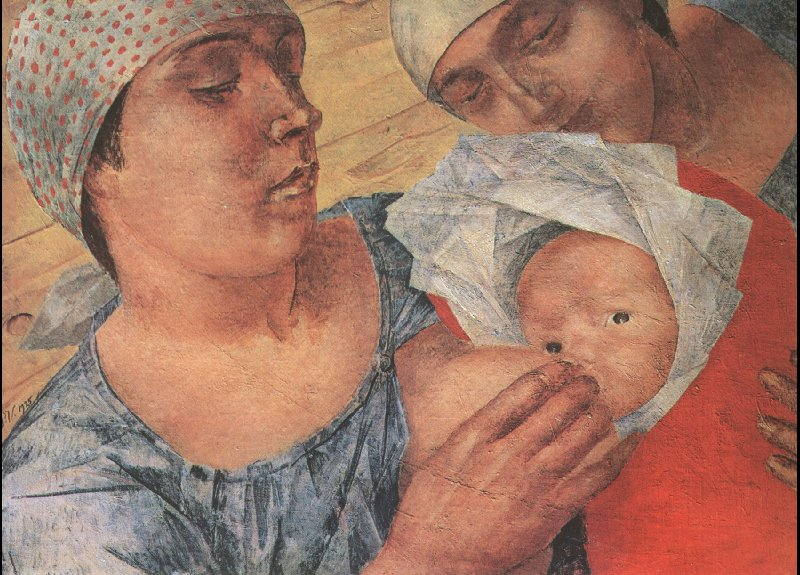
Anyaság
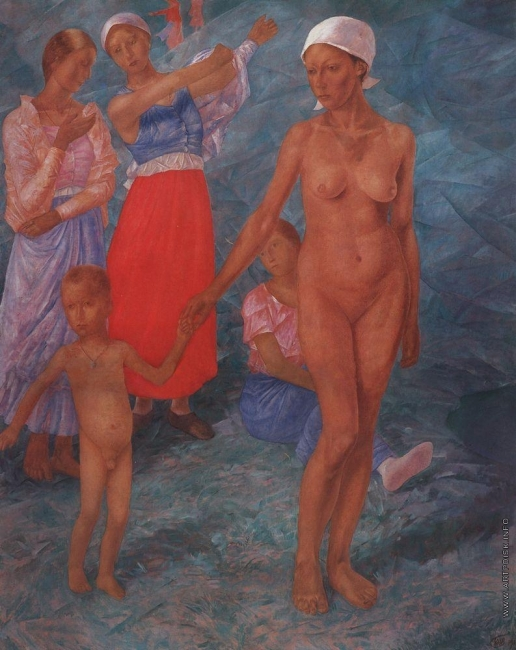
Reggel (1917)
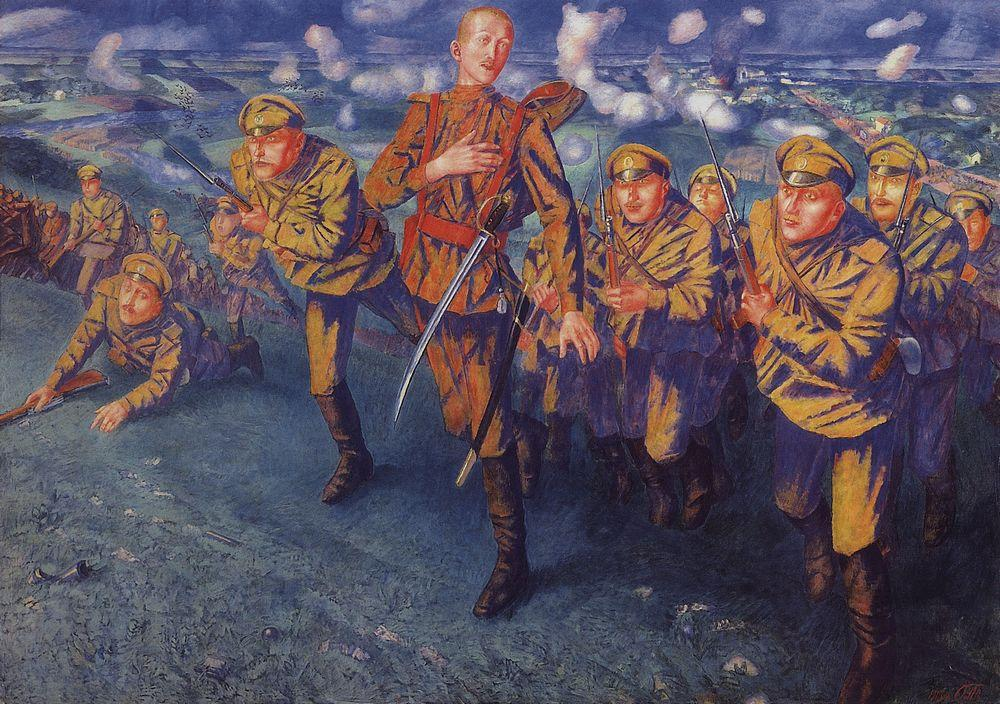
Tűzvonalban (1916)
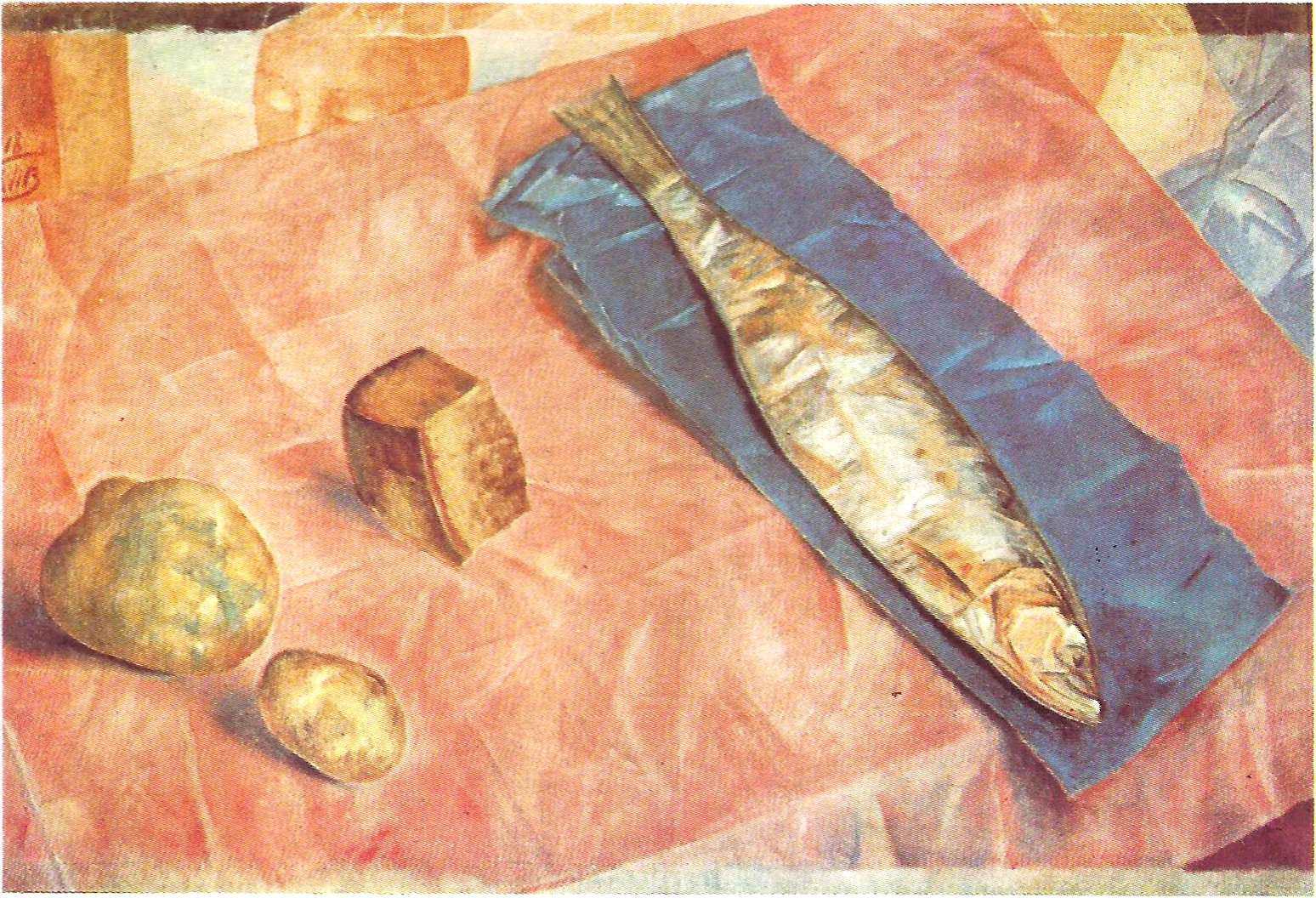
Hering (1918)
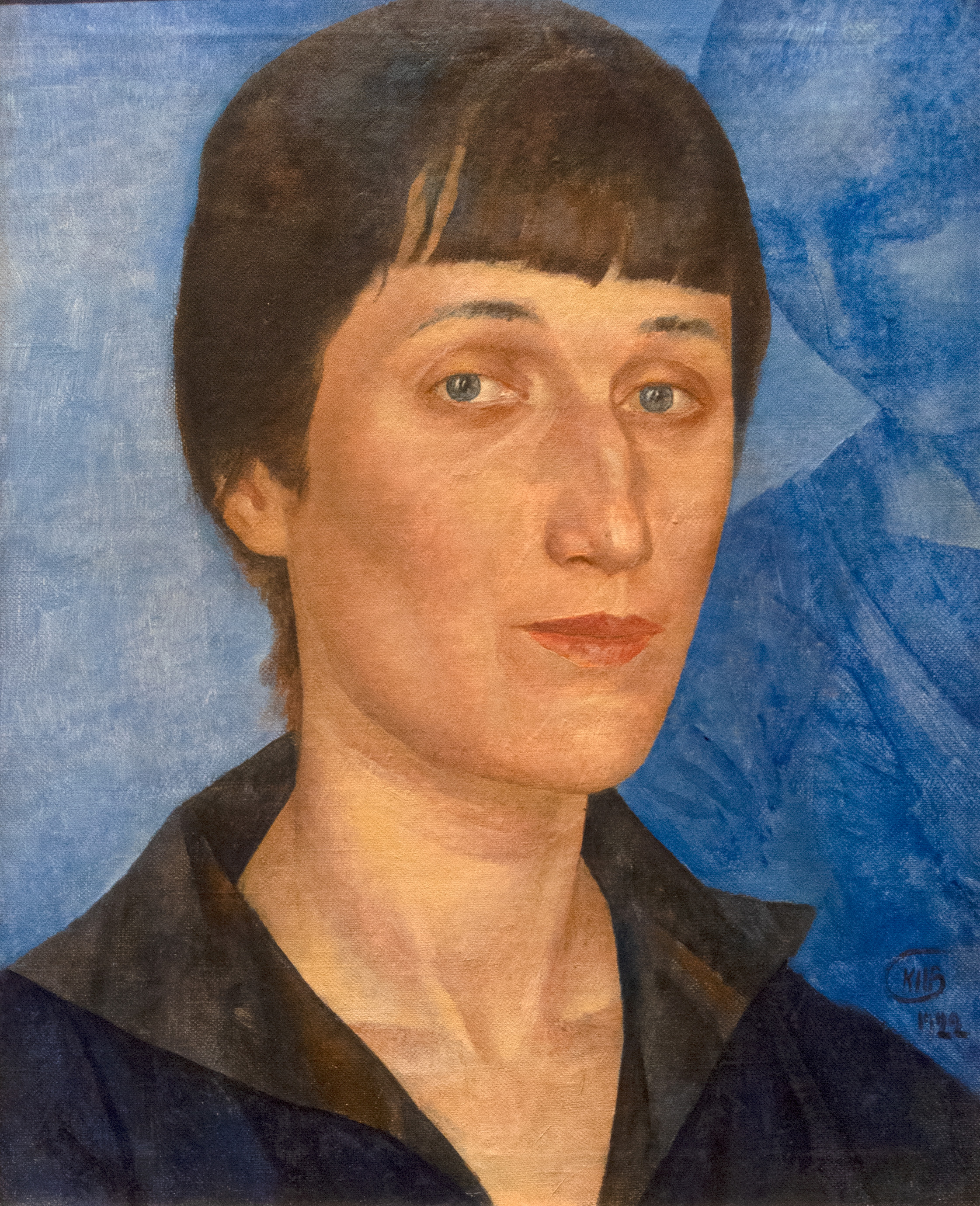
Anna Ahmatova portréja (1922)
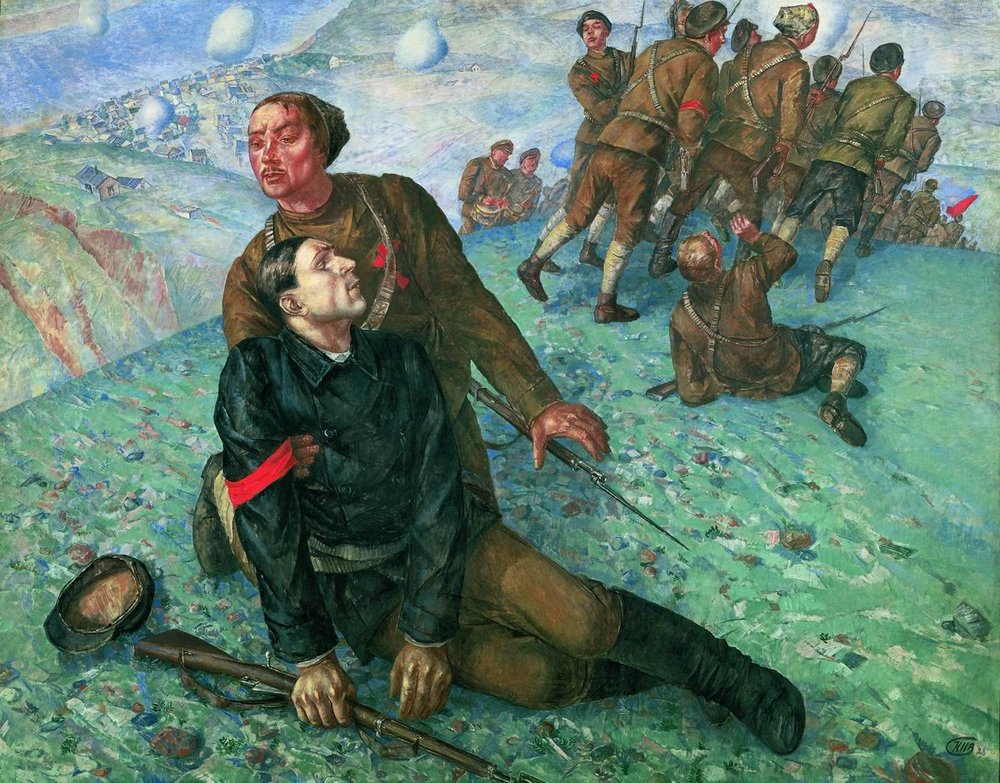
A komisszár halála (1928)
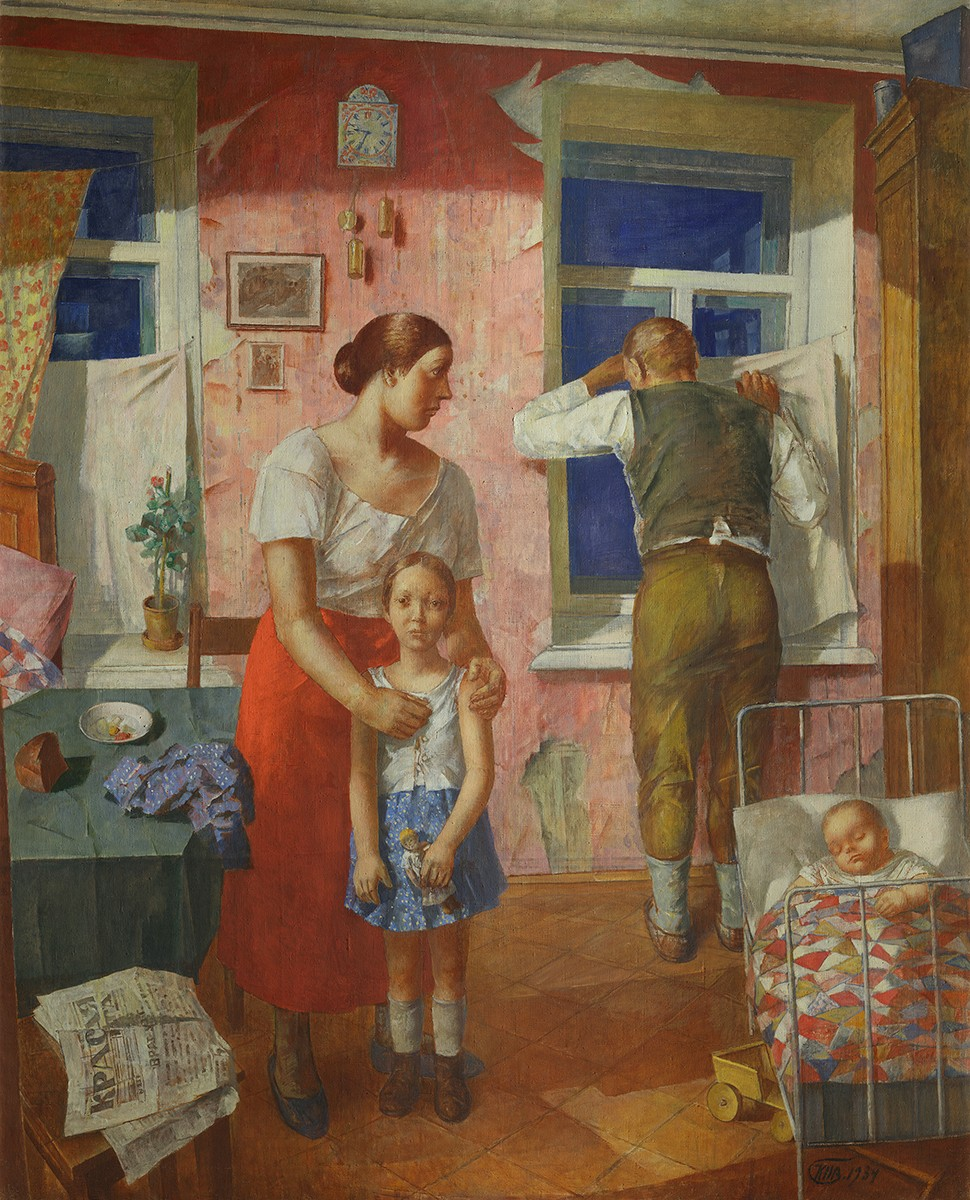
Riadó (1934)
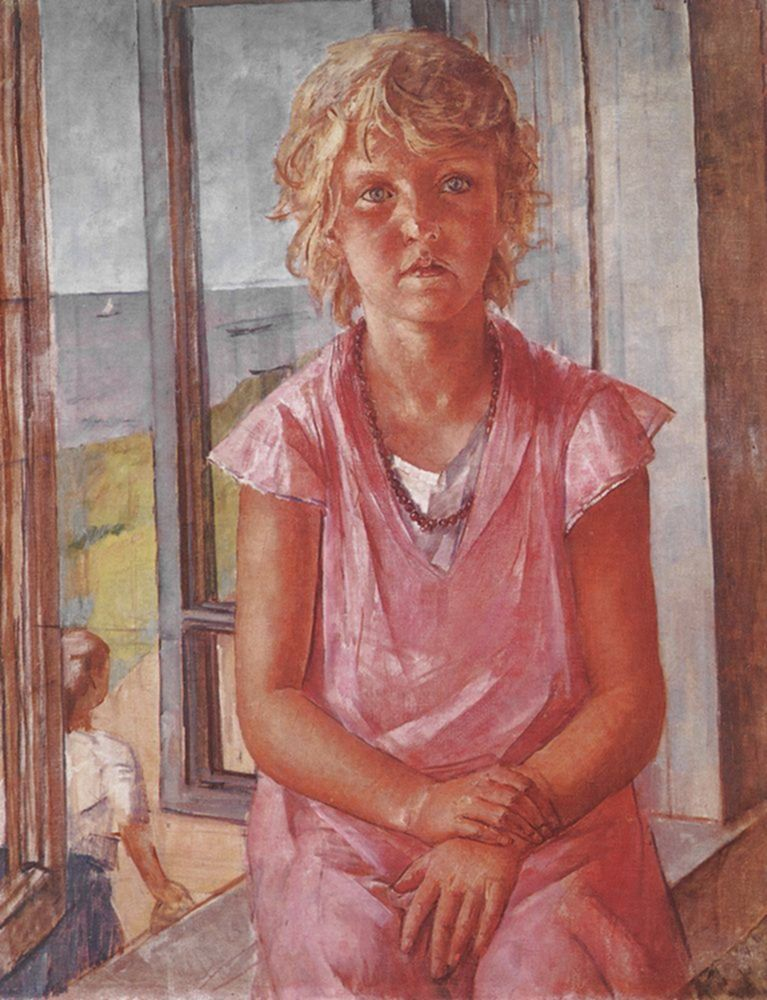
A halász kislánya (1936)
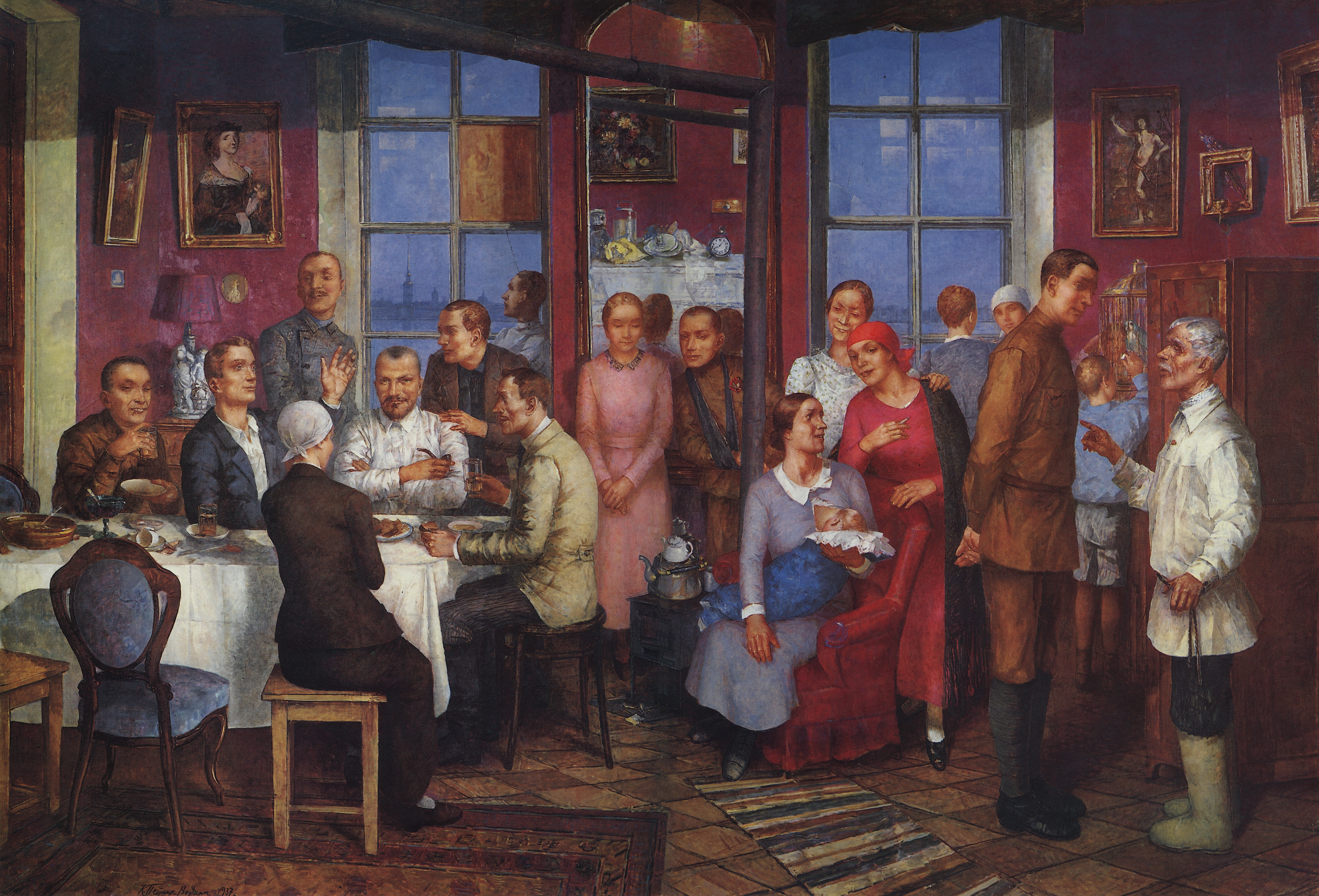
Lakásavatás (1938)
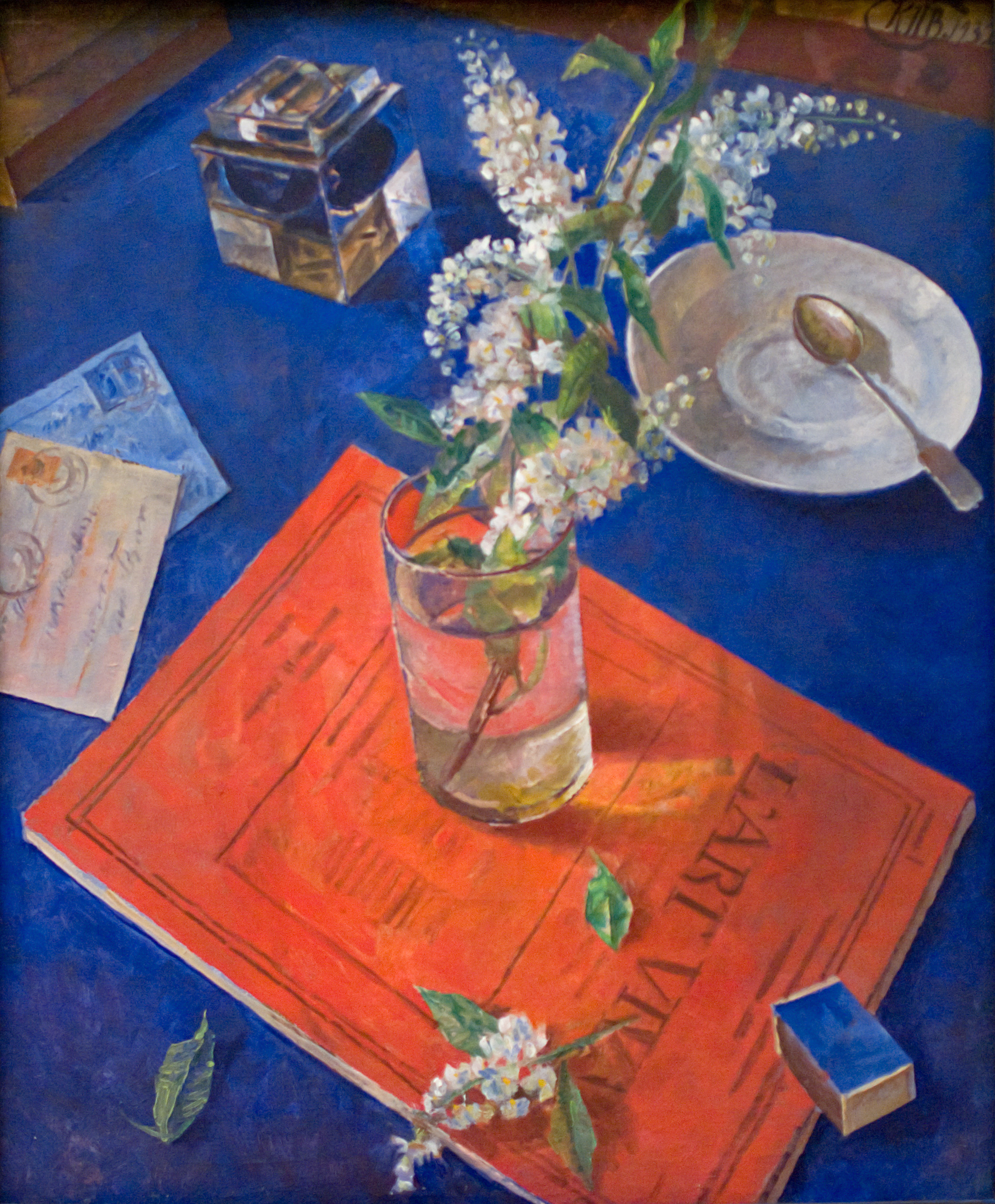
Cseresznyevirág pohárban (1932)
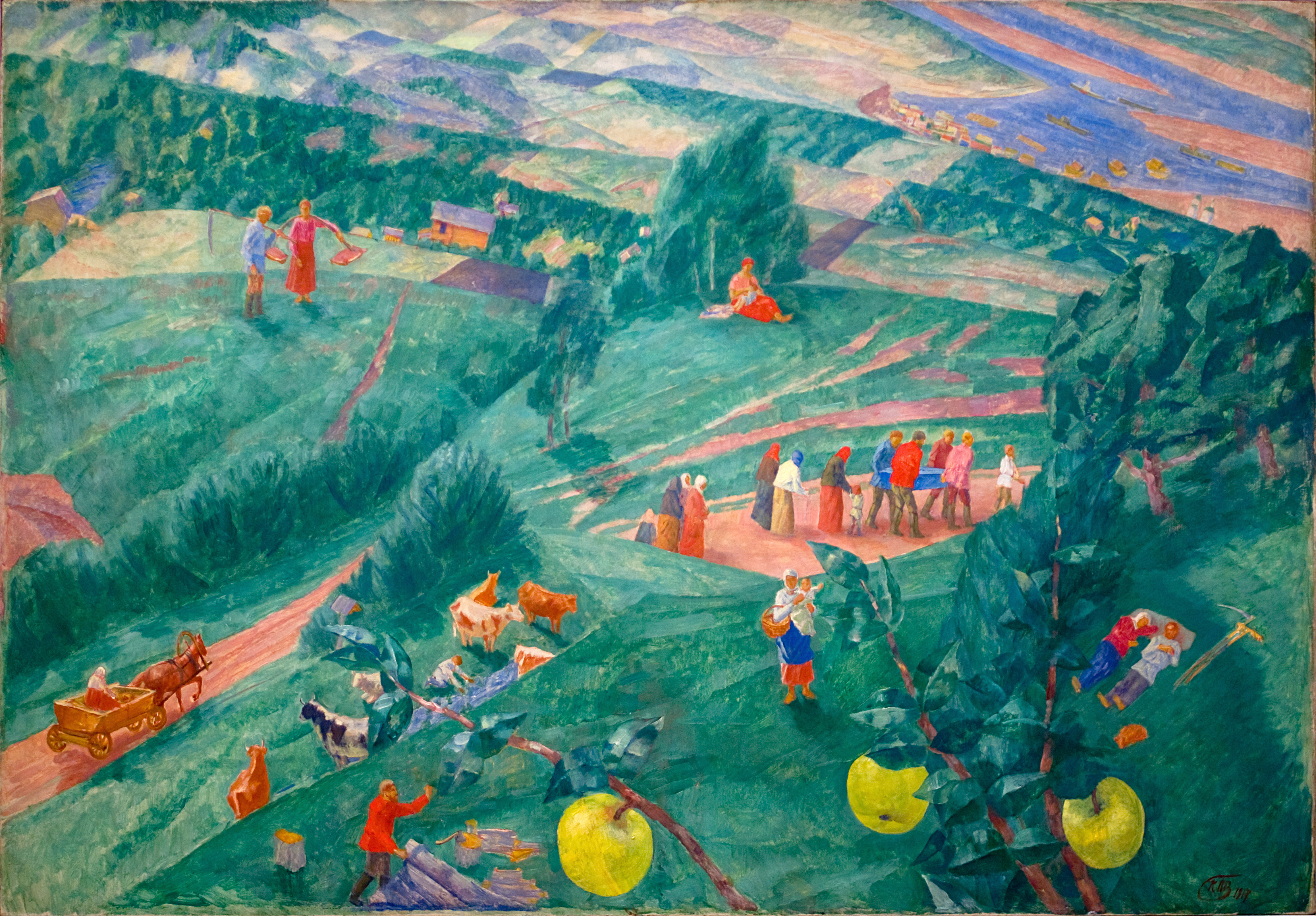
Délidő (1917)